# جوائز المسلمين البريطانيين
جوائز المسلمين البريطانيين هو حفل توزيع جوائز سنوي يكرم نجاح وإنجازات الأفراد والمجموعات والشركات المسلمة البريطانية. تأسس في عام 2013.

## الملخص
تأسست جوائز المسلمين البريطانيين على يد شركة أوشيانيك كونسلتينج (الاستشارات الممحيطية). يُكرِّم هذا الحدث نجاح وإنجازات ومساهمات الأفراد والمجموعات والشركات المسلمة في بريطانيا ويسلط الضوء على الدور المهم الذي يلعبه المسلمون في المساهمة في بناء بريطانيا العظمى بشكل أفضل.
يعترف الحفل بإنجازات الرجال والنساء المسلمين في طليعة مجتمعاتهم وصناعاتهم ويحتفل بنجاح الأفراد والمجموعات المجتمعية والشركات، ويسلط الضوء على إنجازاتهم ويعترف بجوانب مختلفة من المجتمع البريطاني بما في ذلك الأعمال التجارية والجمعيات الخيرية والرياضة والفنون والثقافة.

## حدث 2013
منذ تشرين الأول 2012، تم تشجيع الترشيحات في وسائل التواصل الاجتماعي. بعد 10000 ترشيح على المستوى الوطني، تم الإعلان عن المرشحين النهائيين لجوائز المسلمين البريطانيين الافتتاحية.
أُقيم أول حفل توزيع جوائز المسلمين البريطانيين على المستوى الوطني في 29 كانون الثاني 2013 في جناح شيريدان في مانشستر. قدَّمَت تسمينة أحمد شيخ الجوائز من شركة هاملتون بيرنز للمحاماة، وشارك في استضافتها رجل الأعمال والمحسن زولفي حسين. وكان البنك الإسلامي البريطاني الراعي الرئيس لهذا الحدث. حضر حفل توزيع الجوائز 600 شخص.
كما جمع الحدث أيضًا أموالًا لصالح مؤسسة موسيك [الإنجليزية]، وهي أكبر مؤسسة خيرية متعددة القضايا في المملكة المتحدة. تأسست منظمة موسيك على يد الأمير تشارلز في عام 2007، وتعمل برامجها الإرشادية على خلق فرص للشباب الذين يكبرون في المجتمعات الأكثر حرمانًا.

## طالع أيضًا
- المسلمون البريطانيون
- قائمة المسلمين البريطانيين [الإنجليزية]

## روابط خارجية
- British Muslim Awards
- Farooq Awan, Talat. Celebrating Achievement and Success: The first British Muslim Awards take place in Manchester. BBC Manchester. 5 February 2013
- Porter, Rob. Listen: Community Gets Ready for British Muslim Awards. Sunrise Radio. January 2013